# Dayana Cadeau
Dayana Cadeau (Haití, 2 de junio de 1966) es una culturista profesional y competidora de físico haitiana-canadiense.

## Primeros años y educación
Cadeau nació en 1966 en Haití. A los siete años, ella y su madre se trasladaron a la ciudad de Quebec (Canadá), donde se crio. Su madre quería que aprendiera inglés, por lo que la inscribió en una escuela privada cristiana.

## Carrera de culturista

### Amateur
Cadeau obtuvo su tarjeta profesional en 1997 al ganar el título general en la Copa Canadá.

### Profesional
1997-2004
Cuando la IFBB introdujo las categorías de peso en el año 2000, Cadeau compitió por primera vez como peso pesado en la competición de Ms. International. Después compitió como peso ligero. Durante su carrera profesional, su país de origen aparecía tanto en Canadá como en Estados Unidos en la tarjeta de puntuación de la competición. En la Ms. Internacional de 2002, volvió a competir como peso pesado. En la edición del año siguiente compitió como peso ligero, para luego competir como peso medio en el Jan Tana Classic de 2003. El año 2004 fue su año más exitoso en este deporte, ya que ganó el título de peso ligero en el Ms. International y en el Ms. Olympia.
2005-2011
Entre 2006 y 2008 quedó en segundo lugar en el Ms. Olympia. Quedó entre los seis primeros puestos en todas las competiciones profesionales de la IFBB, a excepción del Ms. International de 2009 y el Ms. International y el Ms. Olympia de 2011.

### Retiro
En 2011, Cadeau anunció que se retiraba del culturismo y se incorporaba a la competición de físico.

### Legado
Cadeau es la culturista canadiense más exitosa del mundo, al ser la única canadiense que ha ganado el Ms. Olympia de peso ligero. También es la culturista de ascendencia haitiana con más éxito. Nunca ha ganado un título profesional general, pero tiene en su haber cuatro títulos de categoría: peso ligero en el Ms. International de 2001 y 2004, peso medio en el Jan Tana Classic de 2003 y peso ligero en el Ms. Olympia de 2004. Desde octubre de 2009 hasta agosto de 2013, ayudó a crear y promover el NPC Dayana Cadeau Classic.

### Historial competitivo
- 1992 - Quebec Metropolitan - 1.º puesto (Overall)
- 1993 - IFBB Quebec Provincial - 1.º puesto (HW y Overall)
- 1994 - CBBF Canadian Championship - 3.º puesto (HW)
- 1995 - IFBB Canada Cup - 4.º puesto (HW)
- 1996 - CBBF Canadian Championship - 2.º puesto (HW)
- 1996 - IFBB North American - 2.º puesto (HW)
- 1997 - IFBB Canada Cup - 1.º puesto (HW y Overall)
- 1997 - IFBB Jan Tana Classic - 11.º puesto
- 1998 - IFBB Jan Tana Classic - 3.º puesto
- 1998 - IFBB Ms. Olympia - 14.º puesto
- 1999 - IFBB Ms. International - 11.º puesto
- 1999 - IFBB Jan Tana Classic - 9.º puesto
- 1999 - IFBB Pro Extravaganza - 9.º puesto
- 2000 - IFBB Ms. International - 7.º puesto (HW)
- 2000 - IFBB Jan Tana Classic - 3.º puesto (LW)
- 2001 - IFBB Ms. International - 1.º puesto (LW)
- 2001 - IFBB Ms. Olympia - 3.º puesto (LW)
- 2002 - IFBB Ms. International - 2.º puesto (LW)
- 2002 - IFBB Ms. Olympia - 5.º puesto (HW)
- 2003 - IFBB Ms. International - 4.º puesto (LW)
- 2003 - IFBB Jan Tana Classic - 1.º puesto (MW)
- 2003 - IFBB Ms. Olympia - 2.º puesto (LW)
- 2004 - IFBB Ms. Olympia - 1.º puesto (LW)[1]
- 2005 - IFBB Ms. Olympia - 3.º puesto
- 2006 - IFBB Ms. International - 2.º puesto
- 2006 - IFBB Ms. Olympia - 2.º puesto
- 2007 - IFBB Ms. International - 6.º puesto
- 2007 - IFBB Ms. Olympia - 2.º puesto
- 2008 - IFBB Ms. International - 2.º puesto
- 2008 - IFBB Ms. Olympia - 2.º puesto
- 2009 - IFBB Ms. International - 5.º puesto
- 2009 - IFBB Ms. Olympia - 8.º puesto
- 2010 - IFBB Ms. International - 6.º puesto
- 2010 - IFBB Ms. Olympia - 5.º puesto
- 2011 - IFBB Ms. International - 9.º puesto
- 2011 - IFBB Ms. Olympia - 16.º puesto

## Carrera en físico

### Historial competitivo
- 2012 - IFBB New York Pro - 16.º puesto
- 2012 - IFBB Tampa Pro - 15.º puesto

## Vida personal
Cadeau vive en Wilton Manors (Florida). Es cristiana. Habla criollo haitiano, francés y griego. Además de ser culturista profesional y concursante de fisicoculturismo, trabaja como asistente legal, promotora, juez de la NPC, modelo erótica y entrenadora personal. En enero de 2008, fundó la empresa Dayana M. Cadeau Inc.